# Kettusaari (ö i Mellersta Finland, Joutsa, lat 61,74, long 25,73)
Kettusaari är en ö i Finland. Den ligger i sjön Päijänne och i kommunen Luhango i den ekonomiska regionen  Joutsa ekonomiska region  och landskapet Mellersta Finland, i den södra delen av landet, 180 km norr om huvudstaden Helsingfors. Öns area är 0,4 hektar och dess största längd är 100 meter i nord-sydlig riktning.